# Evangeline (epos)

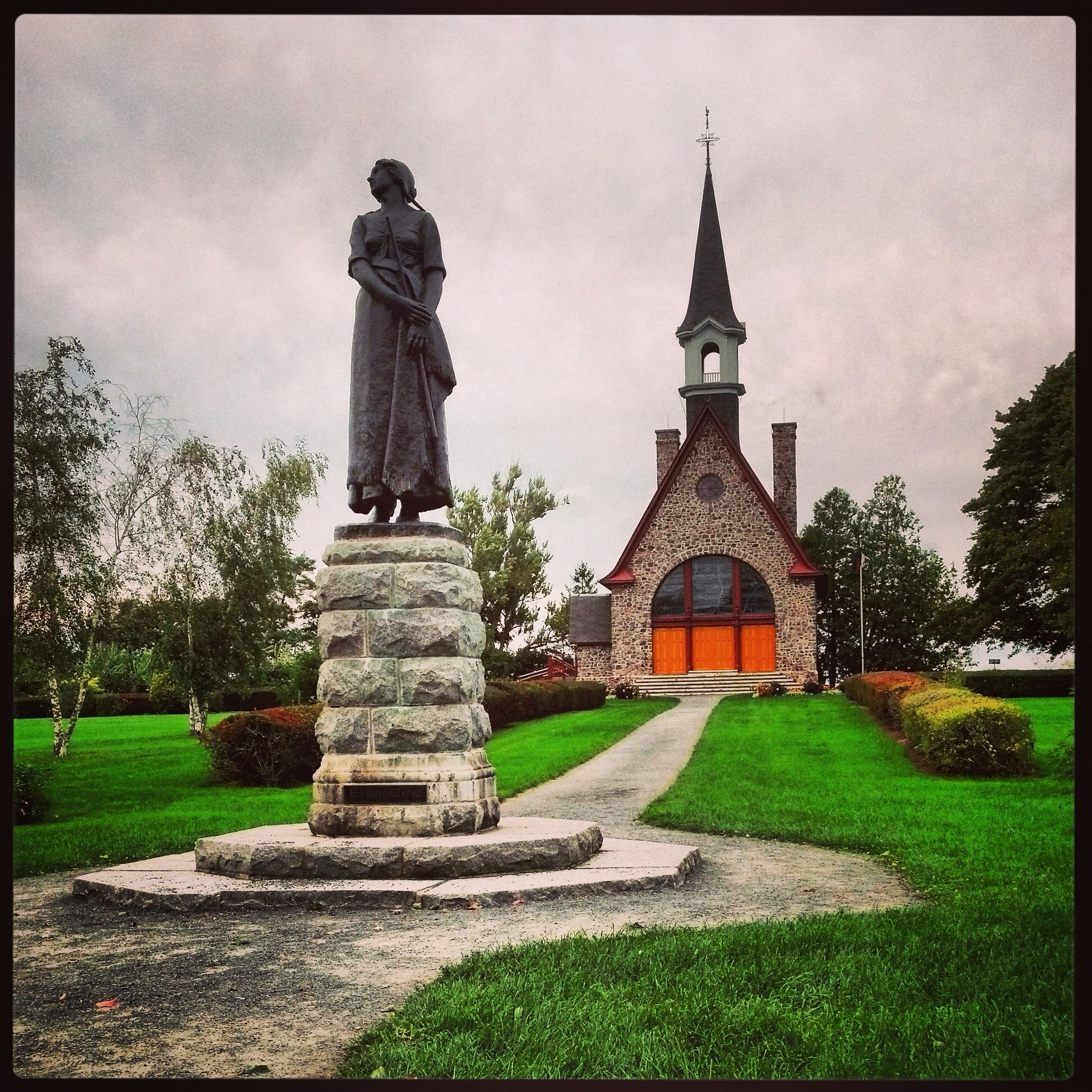
Pomnik Evangeline przed kościołem Grand-Pré

Evangeline – epos amerykańskiego poety Henry’ego Wadswortha Longfellowa, wydany po raz pierwszy w 1847. 

## Geneza
Historia powstania poematu rozpoczęła się w 1840, kiedy Longfellow zaprosił na obiad do wynajętego mieszkania kilku przyjaciół, w tym Nathaniela Hawthorne’a, który przyprowadził ze sobą wielebnego Horacego Conolly’ego. Pastor opowiedział zebranym historię, którą usłyszał od francuskojęzycznej Kanadyjki. Rzecz dotyczyła pary narzeczonych, rozdzielonych w wyniku deportacji francuskich mieszkańców Nowej Szkocji, nazywanej wtedy Acadie. Niedoszła panna młoda, przez długi czas wędrowała w poszukiwaniu swojego ukochanego. Duchowny liczył, że Hawthorne opracuje jego opowieść w formie powieści, on jednak nie był zainteresowany tematem. Longfellow przeciwnie, był urzeczony opowiedzianą historią i poprosił Hawthorne’a o pozwolenie na wykorzystanie legendy w poemacie epickim. Przez kilka lat wytrwale pracował nad poematem, który okazał się wielkim sukcesem.  Evangeline była pierwszym wielkim dziełem epickim Longfellowa. Zalicza się do najpopularniejszych dzieł literatury amerykańskiej. Bohaterowie Longfellowa noszą imiona Evangeline i Gabriel.

## Forma
Epos Longfellowa został napisany heksametrem daktylicznym, czyli wierszem używany w literaturze greckiej przez Homera i Hezjoda, a w poezji rzymskiej przez Wergiliusza, Owidiusza, Stacjusza i Lukrecjusza.
THIS is the forest primeval. The murmuring pines and the hemlocks,

Bearded with moss, and in garments green, indistinct in the twilight, 

Stand like Druids of eld, with voices sad and prophetic, 

Stand like harpers hoar, with beards that rest on their bosoms. 

Loud from its rocky caverns, the deep-voiced neighboring ocean 

Speaks, and in accents disconsolate answers the wail of the forest.